# Violante de Castilla
Violante de Castilla (1265/1266 - 1293/1308) fue infanta de Castilla e hija del rey Alfonso X de Castilla y la reina Violante de Aragón. Fue señora consorte de Vizcaya por su matrimonio con Diego López V de Haro.

## Orígenes familiares
Era hija de Alfonso X de Castilla y de la reina Violante de Aragón, y sus abuelos paternos fueron el rey Fernando III de Castilla y su primera esposa, la reina Beatriz de Suabia. Y por parte materna era nieta del rey Jaime I de Aragón y de la reina Violante de Hungría.
Además, fue hermana del célebre infante Juan de Castilla el de Tarifa, que murió en 1319 en el Desastre de la Vega de Granada, del infante Pedro de Castilla, que fue señor de Ledesma y de otras muchas villas, y del infante Jaime de Castilla, que fue señor de los Cameros. Y también fue hermanastra de Alfonso Fernández el Niño, que era hijo ilegítimo de Alfonso X y de Elvira Rodríguez de Villada y llegó a ser señor consorte de Molina y Mesa por su matrimonio con Blanca Alfonso de Molina.

## Biografía

### Juventud (1265-1273)

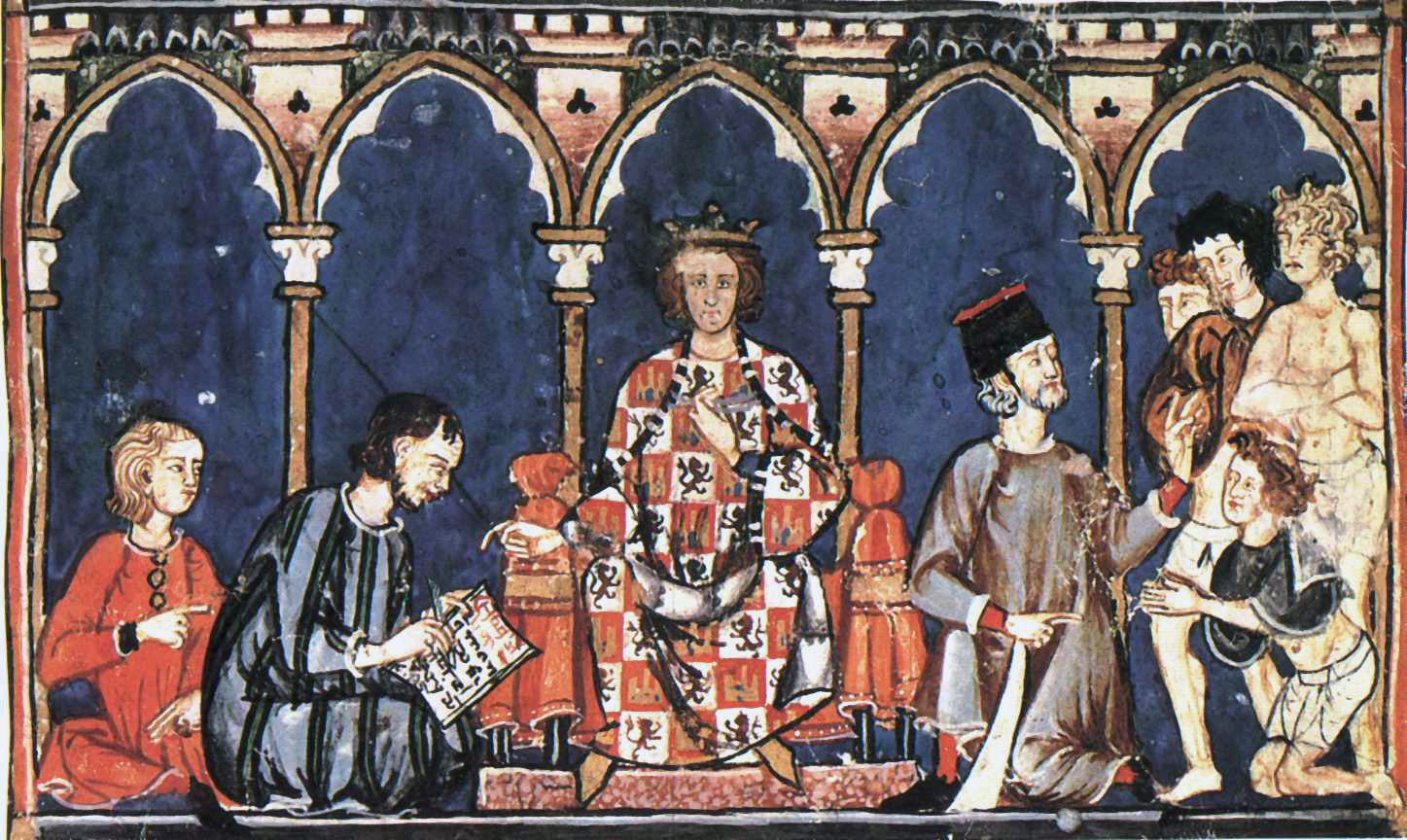
Miniatura medieval que representa al rey Alfonso X y su Corte. Libro de los juegos.

La infanta Violante de Castilla nació hacia 1265 ó 1266, según otros autores, aunque Jaime de Salazar y Acha señaló simplemente que probablemente debió nacer en esa fecha y que no hay ninguna certeza sobre su natalicio, aunque añadió que si los datos proporcionados por el cronista Jofre de Loaysa son ciertos y esta infanta nació entre los infantes Isabel y Jaime, tuvo que nacer forzosamente en 1265 o, «a lo sumo», un año antes, en 1264.
En 1272 su padre concertó su matrimonio con el infante Teobaldo de Navarra, que era hijo mayor y heredero del rey Enrique I de Navarra, al tiempo que establecía una alianza entre Alfonso X y el monarca navarro «contra todos los reyes del mundo» a excepción de los monarcas de Aragón y de Francia.
En septiembre de 1273, como señaló Manuel González Jiménez, volvió a concertarse nuevamente el matrimonio de la infanta Violante con el infante Teobaldo de Navarra, aunque el matrimonio no llegó a celebrarse debido a la muerte del infante como consecuencia de una caída en 1273.

### Señora consorte de Vizcaya

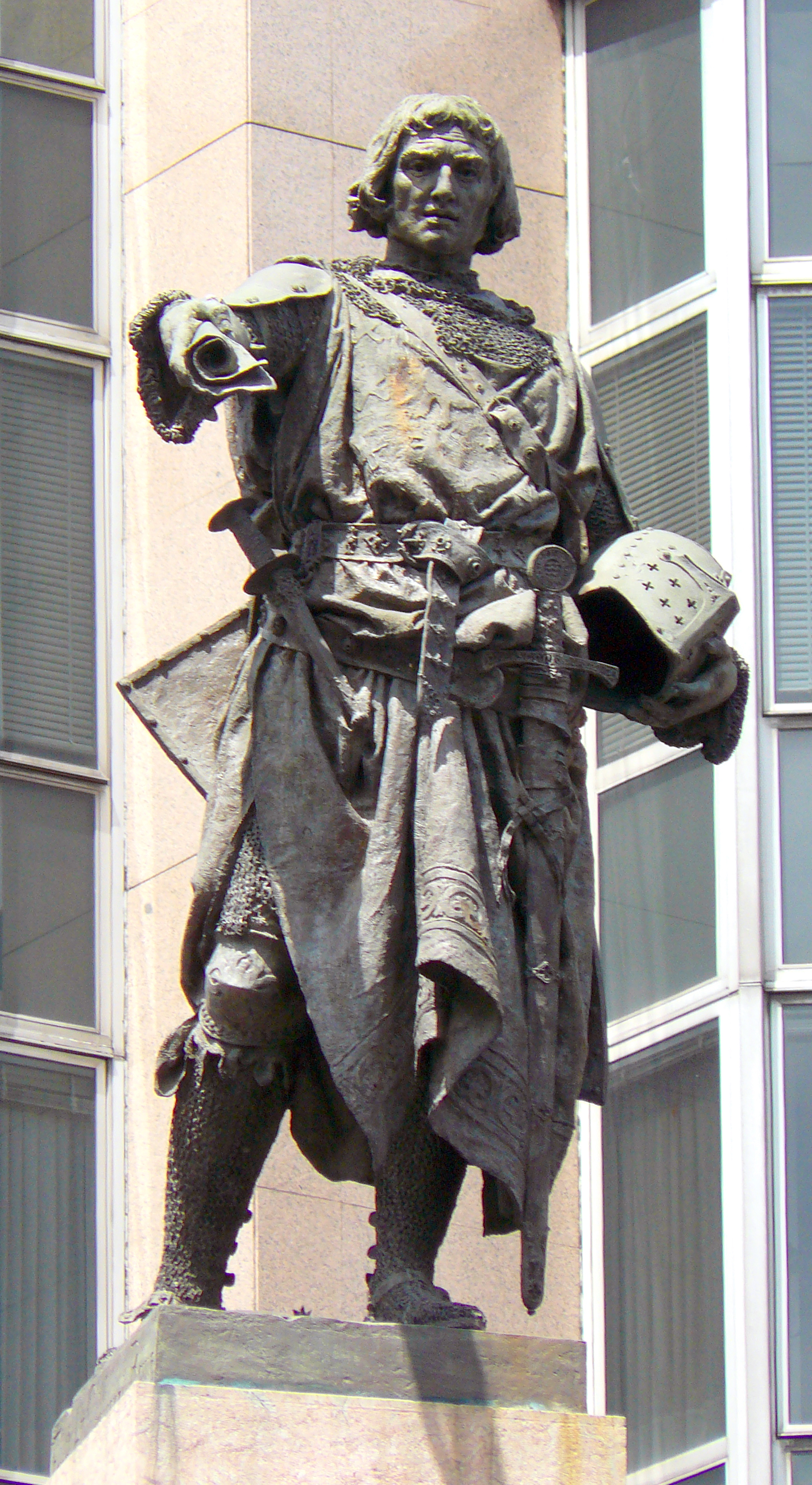
Estatua del magnate Diego López V de Haro en Bilbao.

En junio de 1282 contrajo matrimonio en la ciudad de Toledo con Diego López V de Haro, que era hijo de Diego López III de Haro, señor de Vizcaya, y de Constanza de Bearne. Y el mismo día en que se celebró su matrimonio su hermano, el infante Sancho de Castilla, que llegaría a reinar como Sancho IV, se casó también en la misma ciudad con María de Molina. Sin embargo, conviene señalar que en 1283 el papa Martín IV se opuso a la celebración de ambos matrimonios por razones de consanguinidad, ya que en el caso de la infanta Violante esta última era prima segunda de su esposo por ser los dos bisnietos del rey Alfonso IX de León.
Su matrimonio con Diego López V de Haro reforzó aún más los lazos de sangre existentes entre la familia de su esposo, que eran los propietarios del señorío de Vizcaya, y los monarcas castellanos, pues Lope Díaz III de Haro, el hermano mayor de Diego, era ya señor de Vizcaya y estaba casado con Juana Alfonso de Molina, que era hermanastra de la reina María de Molina, y el infante Juan de Castilla, que era hermano de Violante, se casó en 1287 con María Díaz de Haro, que era hija de Lope Díaz III de Haro y sobrina carnal por tanto de Diego López V de Haro. Y el historiador José Manuel Nieto Soria señaló que con este matrimonio el infante Sancho, que fue quien lo concertó y que se había rebelado contra su padre, Alfonso X, pretendía conseguir el apoyo del «importante linaje» de los Haro en su lucha contra los partidarios de su padre y los infantes de la Cerda.
Su padre, el rey Alfonso X de Castilla, falleció en la ciudad de Sevilla el 4 de abril de 1284, y entre finales de agosto de 1284 y finales de abril de 1288 su esposo desempeñó el cargo de alférez del rey Sancho IV de Castilla, que subió al trono tras la muerte de Alfonso X. Y el 12 de marzo de 1287 Diego López V de Haro, que ejercía el cargo de adelantado mayor de Castilla, resolvió un pleito a favor del convento de San Pedro de Gumiel y, para resaltar su parentesco con la familia real castellana, ordenó que en el documento de la sentencia se colocara su propio sello y el de su esposa, la infanta Violante de Castilla.
Se desconoce su fecha exacta de defunción, aunque debió de ocurrir en algún momento comprendido entre el 12 de marzo de 1287, fecha en la que aparece junto a su marido en el pleito concerniente al convento de San Pedro de Gumiel, y el 30 de enero de 1308, fecha en la que su hijo Lope Díaz de Haro hizo una donación al monasterio de Santo Domingo de Silos por el alma de su madre titulándose «fijo de Don Diego de Haro, señor de Vizcaya, e de la infante Yolant».
Sin embargo, el 8 de junio de 1288 el conde Lope Díaz III de Haro, que había sido privado del rey Sancho IV de Castilla y era cuñado de la infanta Violante por ser hermano de Diego López V de Haro, fue asesinado en Alfaro en presencia de Sancho IV de Castilla, y sólo la intervención de la reina María de Molina, como señalaron las crónicas de la época, impidió que el infante Juan de Castilla el de Tarifa, que era hermano de Violante, corriera igual suerte, aunque el castigo del infante se limitó al encierro en prisión. Y el asesinato del conde Lope, como señaló Nieto Soria, ocasionó que la infanta Violante, por su condición de cuñada de la víctima, «se distanciara» de la Corte y de su hermano Sancho IV, por lo que tanto dicho autor como Mercedes Gaibrois Riaños de Ballesteros parecen dar a entender que Violante aún vivía en junio de 1288.

## Sepultura

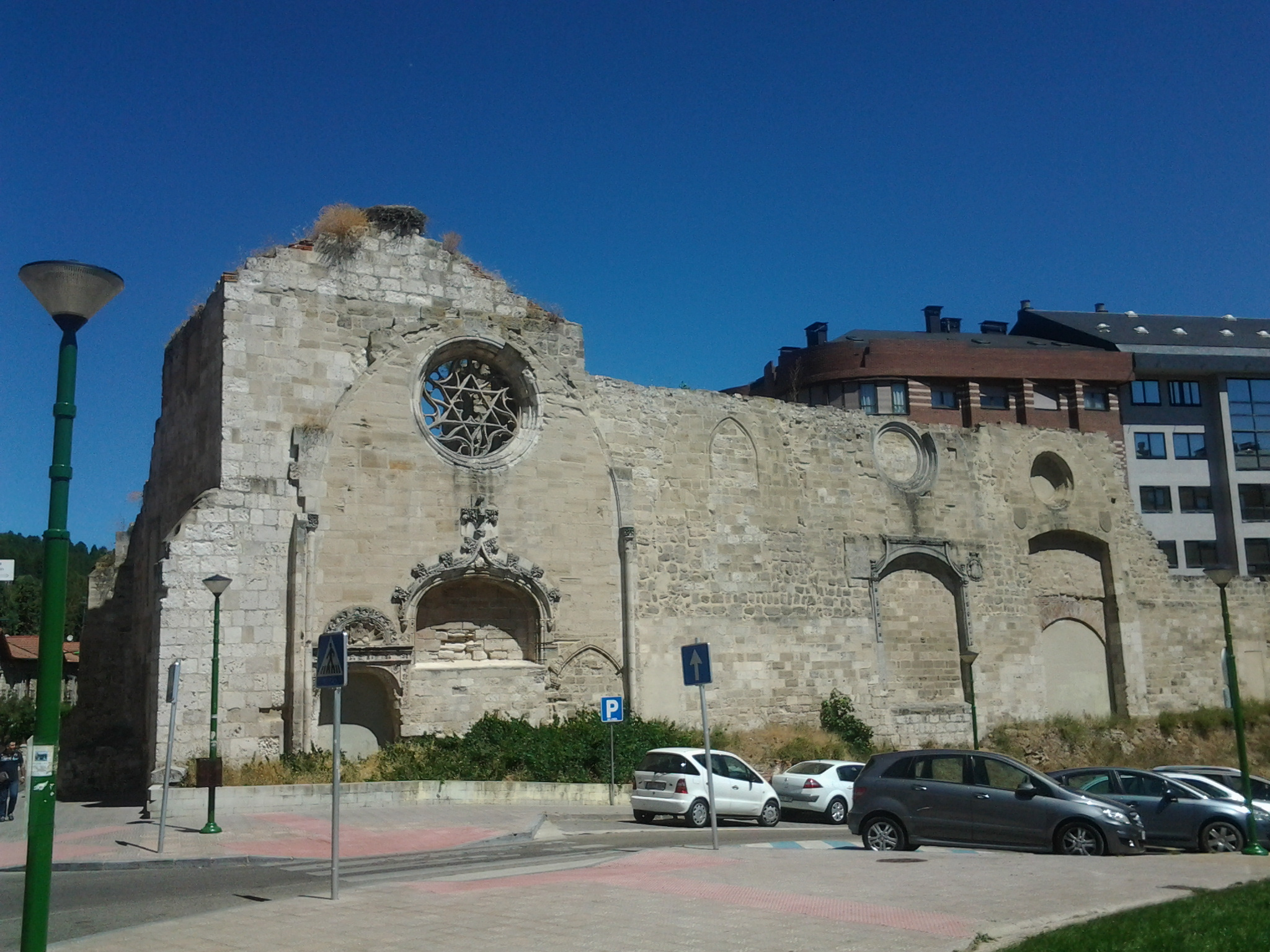
Ruinas del monasterio de San Francisco de Burgos.

Después de su defunción, el cadáver de la infanta Violante recibió sepultura en la capilla mayor del desaparecido monasterio de San Francisco de Burgos, donde posteriormente también recibió sepultura su esposo, Diego López V de Haro, que falleció en enero de 1310 durante el asedio de Algeciras. Y hay constancia de que su esposo había solicitado en su testamento que sus restos mortales descansaran en la misma capilla en la que estaba enterrada su esposa, la «infanta doña Yolanda». Y los restos mortales de Diego López V de Haro, como señaló César González Mínguez, fueron depositados en la capilla mayor de la iglesia conventual de San Francisco, en cuya construcción había colaborado, aunque posteriormente serían trasladados a la capilla de San Pedro del mismo templo, que estaba situada en la nave del Evangelio.
Sin embargo, el monasterio de San Francisco de Burgos resultó muy dañado durante la Guerra de la Independencia Española, y en 1836 fue desamortizado y comenzó a ser demolido. En el solar que ocupaba fue instalado un cuartel, después una factoría militar y posteriormente fue destinado a otros usos, y las ruinas de la iglesia que aún subsisten en la actualidad se encuentran en la calle San Francisco, cerca de las del desaparecido convento de la Santísima Trinidad de Burgos.

## Matrimonio y descendencia
Fruto de su matrimonio con Diego López V de Haro, hijo de Diego López III de Haro, señor de Vizcaya, nacieron cuatro hijos:
- Lope Díaz de Haro (1285-1322), señor de Orduña y Valmaseda y alférez del rey Fernando IV. Falleció en octubre de 1322 sin dejar descendencia.[37]
- Fernando Díaz de Haro (m. después de 1322). Pasó a ser señor de Orduña y Valmaseda a la muerte de su hermano mayor. Y contrajo matrimonio con María de Portugal,[38] que había estado casada con Tello Alfonso de Meneses y era hija del infante Alfonso de Portugal, hijo a su vez del rey Alfonso III de Portugal, y de Violante Manuel.[38]
- Pedro López de Haro, quien murió siendo niño.
- María Díaz de Haro, señora de Tordehumos.[39] Contrajo matrimonio con Juan Núñez II de Lara, señor de Lara y Albarracín, aunque no tuvieron descendencia.[40][41]